# Sappho (court métrage)
Pour plus de détails, voir Fiche technique et Distribution.
Sappho est un film d'animation de court métrage brésilien réalisé par Rosana Urbes, sorti en 2025.

## Synopsis
Film inspiré par l'histoire de la poétesse grecque Sappho, qui a vécu aux VIIe et VIe siècles av. J.-C. sur l'île de Lesbos, et de son œuvre qui ne subsiste que sous forme de fragments.

## Fiche technique
- Titre original : Safo[1]
- Réalisation : Rosana Urbes
- Scénario : Rosana Urbes
- Animation : Rosana Urbes et Samuel Mariani
- Musique : Ruben Feffer et Gustavo Kurlat
- Son :
- Montage : Renato Duque, Samuel Mariani et Leticia Hayashi
- Production : Rosana Urbes et Leticia Friedrich
- Sociétés de production : Planta Filmes[2]
- Sociétés de distribution : Planta Filmes
- Pays d'origine :  Brésil
- Langue originale : portugais
- Format :
- Genre : animation
- Durée : 12 minutes 30 secondes
- Dates de sortie :
  - France : 9 juin 2025 (Annecy)

## Autour du film
Sappho est le deuxième court-métrage de l'animatrice brésilienne Rosana Urbes après Guida sorti en 2015.

## Distinctions
- Festival international du film d'animation d'Annecy 2025 : Prix Alexeiff-Parker pour un court métrage[4],[5].